# Макэвелли, Томас
Томас Макэвелли (англ. Thomas McEvilley; 13.07.1939, Цинциннати — 02.03.2013, Нью-Йорк) — американский критик и историк искусства.
Окончил Университет Цинциннати (бакалавр искусств), где изучал древнегреческий, латынь, санскрит и классическую философию. Степень магистра искусств получил в Вашингтонском университете. Затем вернулся в Университет Цинциннати, где в 1969 году получил степень доктора философии по классической филологии.
В 1969—2005 годах преподавал в Университете Райса.
В 2005 году основал магистерскую программу критики искусства и литературы в Школе изобразительных искусств в Манхэттене, где затем заведовал соответствующей кафедрой на протяжении трёх лет.
Был приглашённым профессором в Йеле и Чикагской школе искусств.
В 2008 году закончил преподавательскую карьеру.
Около 1981 года начал писать для журнала Artforum, куда его пригласила редактор этого издания en:Ingrid Sischy. Всемирную известность ему принесли его статьи там 1984 года, поднявшие ряд дискуссионных вопросов в связи с выставкой «Примитивизм в искусстве 20 века» в нью-йоркском Музее современного искусства.
Умер от рака.
Был дважды женат, оба брака окончились разводом.
Автор многих работ, в том числе нескольких книг, среди которых The Shape of Ancient Thought: Comparative Studies in Greek and Indian Philosophies (2001) и Sappho (2008). Последняя стала его последней книгой, в основе которой его докторская работа 1967-8 годов, она является биографией древнегреческой поэтессы.